# Голліс (Нью-Гемпшир)
Голліс (англ. Hollis) — місто (англ. town) в США, в окрузі Гіллсборо штату Нью-Гемпшир. Населення — 8342 особи (2020).

### Клімат
| Клімат : Голліс                          | Клімат : Голліс | Клімат : Голліс | Клімат : Голліс | Клімат : Голліс | Клімат : Голліс | Клімат : Голліс | Клімат : Голліс | Клімат : Голліс | Клімат : Голліс | Клімат : Голліс | Клімат : Голліс | Клімат : Голліс | Клімат : Голліс |
| Показник                                 | Січ.            | Лют.            | Бер.            | Квіт.           | Трав.           | Черв.           | Лип.            | Серп.           | Вер.            | Жовт.           | Лист.           | Груд.           | Рік             |
| Середній максимум, °C                    | 0,8             | 2,5             | 7,4             | 13,9            | 20,6            | 25,3            | 28,1            | 27,0            | 22,4            | 16,3            | 9,9             | 3,4             | 14,8            |
| Середня температура, °C                  | −5,1            | −3,6            | 1,6             | 7,6             | 13,9            | 18,8            | 21,6            | 20,6            | 15,8            | 9,5             | 4,1             | −2,1            | 8,6             |
| Середній мінімум, °C                     | −11,1           | −9,7            | −4,2            | 1,2             | 7,2             | 12,3            | 15,1            | 14,1            | 9,2             | 2,7             | −1,7            | −7,6            | 2,3             |
| Норма опадів, мм                         | 98              | 78              | 103             | 100             | 93              | 99              | 94              | 96              | 92              | 100             | 106             | 94              | 1154            |
| Днів з опадами                           | 9,8             | 8,8             | 10,7            | 10,4            | 11,3            | 11,2            | 10,0            | 9,4             | 9,3             | 9,4             | 10,7            | 10,1            | 121,1           |
| ---------------------------------------- | --------------- | --------------- | --------------- | --------------- | --------------- | --------------- | --------------- | --------------- | --------------- | --------------- | --------------- | --------------- | --------------- |
| Джерело: NOAA Climate Data for Nashua NH |                 |                 |                 |                 |                 |                 |                 |                 |                 |                 |                 |                 |                 |

## Демографія
Згідно з переписом 2010 року, у місті мешкали 7684 особи в 2811 домогосподарстві у складі 2265 родин. Було 2929 помешкань
Расовий склад населення:
| - 95,2 % — білих - 2,4 % — азіатів - 0,5 % — чорних або афроамериканців - 0,1 % — корінних американців |

До двох чи більше рас належало 1,6 %. Частка іспаномовних становила 1,2 % від усіх жителів.
За віковим діапазоном населення розподілялося таким чином: 25,2 % — особи молодші 18 років, 60,8 % — особи у віці 18—64 років, 14,0 % — особи у віці 65 років та старші. Медіана віку мешканця становила 46,3 року. На 100 осіб жіночої статі у місті припадало 98,2 чоловіків;  на 100 жінок у віці від 18 років та старших — 97,0 чоловіків також старших 18 років.
Середній дохід на одне домашнє господарство  становив 160 800 доларів США (медіана — 126 379), а середній дохід на одну сім'ю — 183 574 долари (медіана — 150 859). Медіана доходів становила 127 821 долар для чоловіків та 69 766 доларів для жінок. За межею бідності перебувало 1,9 % осіб, у тому числі 2,3 % дітей у віці до 18 років та 1,6 % осіб у віці 65 років та старших.
Цивільне працевлаштоване населення становило 4139 осіб. Основні галузі зайнятості: науковці, спеціалісти, менеджери — 21,3 %, освіта, охорона здоров'я та соціальна допомога — 20,1 %, виробництво — 13,7 %, будівництво — 9,0 %.